# Stemshorn
Stemshorn là một đô thị thuộc the huyện Diepholz, trong bang Niedersachsen, Đức. Đô thị này có diện tích 8,84 km².